# 永屋茂

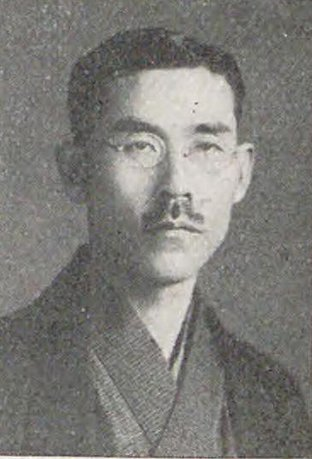
永屋茂

永屋 茂（ながや しげる、1877年（明治10年）1月20日 - 1923年（大正12年）11月8日）は、日本の衆議院議員（立憲政友会）、弁護士、弁理士。

## 経歴
広島県甲奴郡階見村（現在の神石郡神石高原町）に永屋要平の二男として生まれる。広島県師範学校を卒業後、日本大学で法学を学び、1910年（明治43年）に卒業した。卒業後は東京で弁護士となり、花井卓蔵弁護士の補助を務めたこともある。
1920年（大正9年）、第14回衆議院議員総選挙に出馬して当選を果たした。
その他、日本人造絹糸株式会社監査役を務めた。